# Lijst van afleveringen van Star Trek: Strange New Worlds
Dit is een lijst met afleveringen van de Amerikaanse televisieserie Star Trek: Strange New Worlds. Een overzicht van alle afleveringen is hieronder te vinden.

## Seizoen 1
| Nr. | Titel aflevering                     | Uitzenddatum VS | Uitzenddatum België | Plot |
| --- | ------------------------------------ | --------------- | ------------------- | --- |
| 1   | Strange New Worlds                   | 5 mei 2022      | 5 mei 2025          | Wanneer een van Pike's officieren vermist raakt tijdens een geheime missie voor Starfleet, moet Pike uit ballingschap komen. Ondertussen worstelt hij met het visioen dat hij gekregen heeft waarin hij in de toekomst verlamd geraakt bij het redden van enkele cadetten.                                                      |
| 2   | Children of the Comet                | 12 mei 2022     | 5 mei 2025          | De bemanning van de Enterprise probeert de baan te wijzigen van een komeet die een bewoonde planeet dreigt te treffen. Ze worden echter tegengewerkt door een ruimteschip van de "hoeders", die de komeet begeleiden. |
| 3   | Ghosts of Illyria                    | 19 mei 2022     | 5 mei 2025          | De Enterprise stuit op een besmetting die de hele bemanning een voor een velt, behalve Una Chin-Riley. Zij heeft altijd verborgen gehouden dat ze tot een genetisch gemanipuleerd ras behoort dat haar immuun maakt voor besmettingen.                                                                                          |
| 4   | Memento Mori                         | 26 mei 2022     | 12 mei 2025         | Wanneer de Enterprise een luchtfilter aflevert op een kolonie van de Federatie, blijken alle kolonisten dood te zijn. La'An herkent onmiddellijk de tekenen van de Gorn, een gewelddadige soort reptielen. Pike merkt al snel dat de Gorn niet kunnen bestreden worden met conventionele Starfleet-middelen.                    |
| 5   | Spock Amok                           | 2 juni 2022     | 12 mei 2025         | Tijdens een Vulcan-ritueel wisselen Spock en zijn verloofde T'Pring per ongeluk van lichaam. Spock moet nu proberen haar job te doen terwijl T'Pring samen met Pike moeilijke onderhandelingen moet voeren met een buitenaardse soort.                                                                                          |
| 6   | Lift Us Where Suffering Cannot Reach | 9 juni 2022     | 12 mei 2025         | Een bedreiging voor een idyllische planeet brengt kapitein Pike weer samen met een verloren liefde. Om haar en een heilig kind te beschermen tegen een samenzwering, biedt Pike zijn hulp aan. |
| 7   | The Serene Squall                    | 16 juni 2022    | 19 mei 2025         | De Enterprise wordt geënterd door ruimtepiraten die T'Pring willen dwingen om Vulcan-misdadiger Sybok, de halfbroer van Spock, te bevrijden. Wanneer ze op het punt staat om toe te geven veinst Spock een verhouden met Chapel, waardoor T'Pring een logische reden heeft om het niet te doen.                                 |
| 8   | The Elysian Kingdom                  | 23 juni 2022    | 19 mei 2025         | De Enterprise onderzoekt een gaswolk, waarbij de bemanning bewusteloos raakt. Wanneer dokter M'Benga ontwaakt is het interieur van de Enterprise herschapen in de fantasiewereld van het boek dat hij aan zijn dochtertje voorleest en de bemanning speelt onbewust de personages uit het boek.                                 |
| 9   | All Those Who Wander                 | 30 juni 2022    | 19 mei 2025         | Pike en een landingsploeg onderzoeken de verdwijning van de USS Peregrine. Het ruimteschip is gecrasht op een ijsplaneet nadat het vluchtelingen aan boord had genomen die geinfecteerd waren met Gorn-eieren. Het gezelschap ontdekt dat de Gorn geen koude temperaturen overleven, maar niet voordat ook Hemmer besmet raakt. |
| 10  | A Quality of Mercy                   | 7 juni 2022     | 26 mei 2025         | Pike ontmoet een van de toekomstige cadetten die hij zal redden door zichzelf op te offeren. Hij wil hen waarschuwen, maar krijgt dan bezoek van zijn toekomstige zelf die hem laat zien dat deze actie de tijdlijn zal veranderen en zal leiden tot een oorlog tussen de Federatie en de Romulan.                              |

## Seizoen 2
| Nr. | Titel aflevering                   | Uitzenddatum VS  | Uitzenddatum België | Plot |
| --- | ---------------------------------- | ---------------- | ------------------- | --- |
| 1   | The Broken Circle                  | 15 juni 2023     | 26 mei 2025         | Spock steelt de Enterprise om een groep Starfleet- en Klingonrebellen te stoppen die een nieuwe oorlog tussen de Federatie en de Klingons willen uitlokken.                                                                                        |
| 2   | Ad Astra per Aspera                | 22 juni 2023     | 26 mei 2025         | Una Chin-Riley staat terecht voor het verbergen van haar genetische afkomst. |
| 3   | Tomorrow and Tomorrow and Tomorrow | 29 juni 2023     | 2 juni 2025         | La'an en een versie van James T. Kirk uit een alternatieve tijdlijn reizen terug in de tijd naar het Toronto van de 21e eeuw om een bedreiging voor de tijdlijn te stoppen.                                                                        |
| 4   | Among the Lotus Eaters             | 6 juli 2023      | 2 juni 2025         | Op de planeet Rigel VII verliest de bemanning hun herinneringen door een mysterieuze straling. Terwijl ze hun identiteit herontdekken, moeten ze samenwerken om te overleven.                                                                      |
| 5   | Charades                           | 13 juli 2023     | 2 juni 2025         | Na een ongeluk wordt Spock volledig menselijk. Terwijl hij worstelt met zijn emoties, staat hem een ontmoeting te wachten met de kritische ouders van zijn verloofde.                                                                              |
| 6   | Lost in Translation                | 20 juli 2023     | 9 juni 2025         | Terwijl de bemanning van de Enterprise assisteert bij de herstelling van een deuteriumraffinaderij wordt Uhura geplaagd door vreemde geluiden en hallucinaties, veroorzaakt door wezens die in de deuteriumwolk leven.                             |
| 7   | Those Old Scientists               | 22 juli 2023     | 9 juni 2025         | In de 24e eeuw belandt vaandrig Brad Boimler via een mysterieus portaal 120 jaar in het verleden bij zijn idolen op de Enterprise. Het is nu aan de bemanning om uit te zoeken hoe ze hem kunnen terugsturen.                                      |
| 8   | Under the Cloak of War             | 27 juli 2023     | 9 juni 2025         | De Enterprise verwelkomt ambassadeur Dak'Rah, een overgelopen Klingongeneraal. Oorlogsveteranen Ortegas, M'Benga en Chapel hebben het moeilijk met zijn aanwezigheid omdat het nare herinneringen aan de oorlog oproept.                           |
| 9   | Subspace Rhapsody                  | 3 augustus 2023  | 16 juni 2025        | Tijdens een communicatie-experiment zendt Uhura een lied uit in een mysterieuze subruimteplooi. Dit produceert een onwaarschijnlijkheidsveld waardoor de bemanning te pas en te onpas begint te zingen over hun gevoelens, net als in een musical. |
| 10  | Hegemony                           | 10 augustus 2023 | 16 juni 2025        | Tijdens een bevoorradingsmissie wordt de USS Cayuga in de val gelokt door de Gorn. De Enterprise zet een reddingsactie op touw om de kolonisten en de bemanning van de Cayuga te redden.                                                           |

## Seizoen 3
| Nr. | Titel aflevering               | Uitzenddatum VS   | Uitzenddatum België | Plot |
| --- | ------------------------------ | ----------------- | ------------------- | --- |
| 1   | Hegemony (2)                   | 17 juli 2025      |                     | Pike leidt een riskante reddingsmissie achter de vijandelijke linies. Ondertussen zoeken Chapel en Spock koortsachting naar een oplossing voor de Gorninfectie van kapitein Batel. |
| 2   | Wedding Bell Blues             | 17 juli 2025      |                     | Na drie maanden heeft de Enterprise de nodige herstellingen gekregen en keert Chapel terug van haar stage. Spock is teleurgesteld dat ze nu een relatie heeft met Dr. Roger Korby. Maar dan wijzigt een kosmisch wezen de realiteit zodat Spock en Chapel in het huwelijk zullen treden. |
| 3   | Shuttle to Kenfori             | 24 juli 2025      |                     | Pike en M'Benga gaan in betwist Kingon-gebied op zoek naar een remedie voor Batel. De planeet wordt echter bevolkt door dodelijke wezens en bovendien duikt de dochter van Dak'Rah op die wraak wil nemen op M'Benga om de naam van haar familie te zuiveren.                            |
| 4   | A Space Adventure Hour         | 31 juli 2025      |                     | |
| 5   | Through the Lens of Time       | 7 augustus 2025   |                     | |
| 6   | The Sehlat Who Ate Its Tail    | 14 augustus 2025  |                     | |
| 7   | What is Starfleet?             | 21 augustus 2025  |                     | |
| 8   | Four-and-a-Half Vulcans        | 28 augustus 2025  |                     | |
| 9   | Terrarium                      | 4 september 2025  |                     | |
| 10  | New Life and New Civilizations | 11 september 2025 |                     | |